# Ulf Tostesson
Ulf Tostesson (apodado el Viejo, nórdico antiguo: Ulfr inn Gamli, m. 950) fue un vikingo de Suecia, jarl de Skara, hijo del legendario caudillo Skagul Toste, por lo tanto hermano de Sigrid la Altiva. Según Heimskringla, su hijo Ragnvald Ulfsson fue padre de Stenkil elegido rey de Suecia cuando la línea sucesoria de la Casa de Munsö llegó a su fin.